# Bór Zapilski

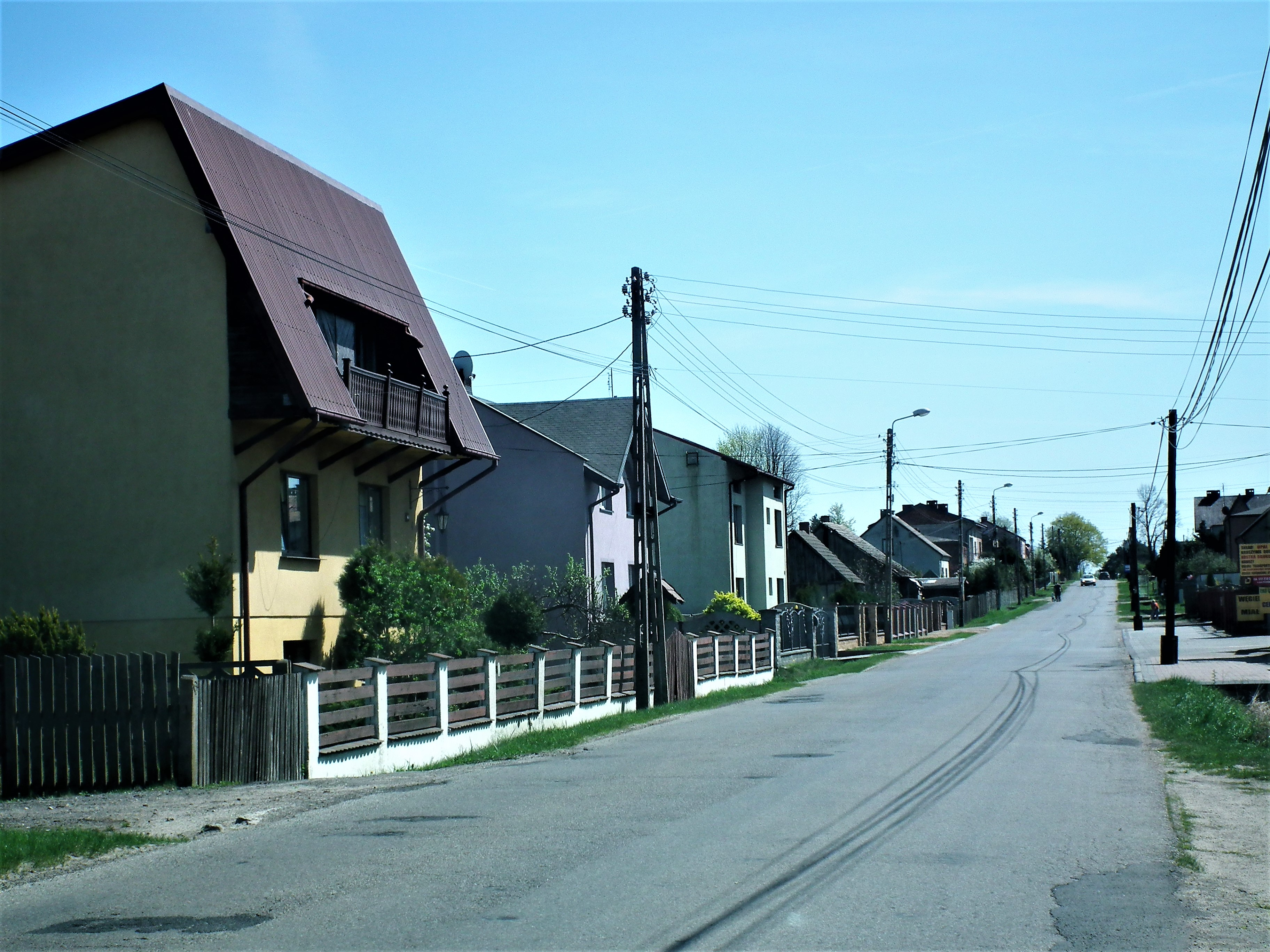
Główna ulica wsi

Bór Zapilski – wieś w Polsce położona w województwie śląskim, w powiecie kłobuckim, w gminie Wręczyca Wielka.
W latach 1975–1998 miejscowość administracyjnie należała do województwa częstochowskiego.
We wsi znajduje się drewniany kościół pw. św. Jacka z 1921 roku. Kościół znajduje się na Szlaku Architektury Drewnianej województwa śląskiego.
Wieś położona jest na zachód od Wręczycy Wielkiej, należy do obwodu szkolnego Zespołu Szkół w Węglowicach. Nazwa wsi sugeruje niegdysiejsze zalesienie oraz wskazuje na położenie za Piłą (na północny zachód).

## Historia
Pierwsza wzmianka o Borze Zapilskim pochodzi z 1748 roku (nazwa miejscowości wymieniona jest w księgach parafii w Truskolasach.
W czasie I wojny światowej na terenie wsi miała miejsce tzw. "bitwa ziemniaczana". Plac, na miejscu którego stoi obecnie kościół parafialny był punktem zbornym – okoliczni gospodarze mieli obowiązek w to miejsce dostarczać Niemcom płody rolne. W listopadzie 1917 roku rolnicy zebrali się na placu uzbrojeni w kosy i widły, aby stawić opór okupantom. Doszło do potyczki, w trakcie której Niemcy użyli karabinów maszynowych. W wyniku strzelaniny zginęło 8 Polaków, a 30 zostało rannych. W miejscu tego zdarzenia, na drzewie, znajduje się tablica pamiątkowa.
26 sierpnia 1946 roku w Borze Zapilskim oddział częstochowskiego Obwodu Konspiracyjnego Wojska Polskiego kryptonim „Napęd” stoczył nierówny bój z siłami komunistycznymi(z grupą operacyjną KBW-UB-MO). W wyniku walki zginęło siedmiu żołnierzy KWP: Stanisław Lisiecki „Jaguar”, Piotr Lisiecki „Śmigły", Antoni Rubik „Wicher”, Włodzimierz Gorzelak „Cholewa”, Bolesław Rogalski, Stefan Jelonek oraz nieznany z nazwiska „Świstak”. Siły komunistyczne straciły 8 ludzi. Potyczka rozegrała się w gospodarstwie rodziny Płazów, w którym oddział Jaguara schronił się po potyczce pod Bieżeniem. Ofiarą cywilną, zabitą strzałem w plecy przez oddział pacyfikacyjny była także, córka gospodarza Maria Płaza. Zginęła na samym początku walki, gdy próbowała schować się przed otaczającymi gospodarstwo komunistami. Jest pochowana na miejscowym cmentarzu. Miejsce pochówku Żołnierzy "Jaguara" nie jest znane.

### Historia kościoła parafialnego
Parafia w Borze Zapilskim została erygowana 1 września 1919 roku po wydzieleniu jej z parafii Truskolasy. 19 czerwca 1920 dołączono do niej część wsi Długi Kąt (tzw. Kopskie). Początkowo msze odprawiano w wypożyczonej szopie strażackiej w Węglowicach. Staraniem pierwszego proboszcza ks. Michała Marczewskiego wybudowano drewniany kościół, według projektu architektonicznego Stefana Szyllera. Został on poświęcony 1 października 1921 roku. W skład wyposażenia świątyni wszedł m.in. barokowy relikwiarz św. Jacka z drugiej połowy XVIII wieku. Parafia truskolaska przekazała nowo powstałemu kościołowi Stacje Męki Pańskiej z 1795 roku. W kolejnych latach zbudowano plebanię oraz drewnianą organistówkę. Zakupiono dzwony, które umieszczono w zewnętrznej dzwonnicy o konstrukcji stalowej i organy oraz ufundowano nowy ołtarz główny i chrzcielnicę. W roku 1937 na cmentarzu parafialnym zbudowano kaplicę. Na początku lat 70. XX w. ciężkie pokrycie dachu z dachówki cementowej zmieniono na płaską blachę ocynkowaną.